# Arteria carotis externa

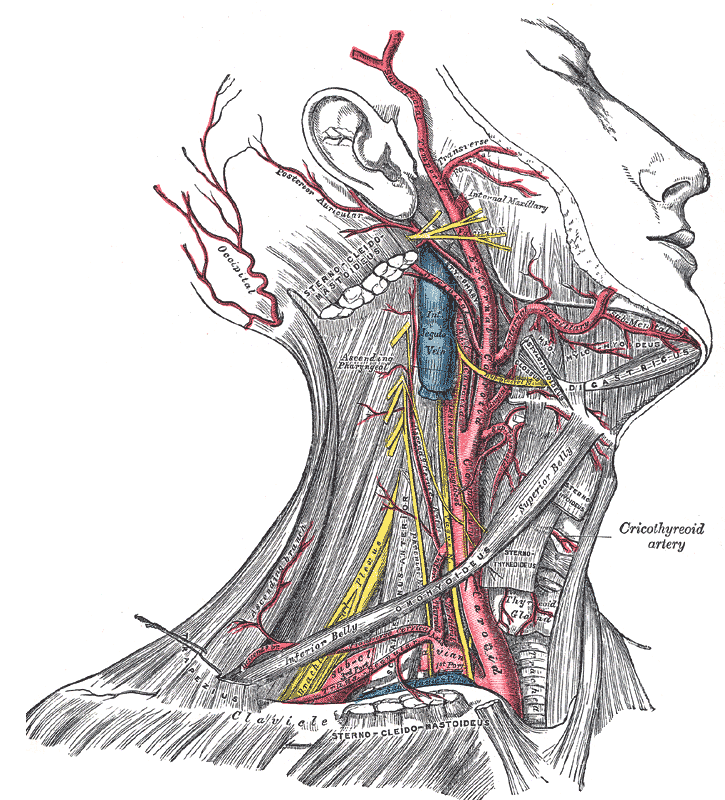
Verlauf und Abgänge aus der Arteria carotis externa

Die Arteria carotis externa (ACE) oder äußere Halsschlagader dient der Versorgung des Kopfes (Schädel und Weichteile) und der oberen Halsorgane (Kehlkopf, Schilddrüse, Rachen) sowie der harten Hirnhaut.

## Verlauf
Sie entsteht durch Aufteilung der Arteria carotis communis (gemeinsame Halsschlagader) an der sogenannten Bifurkation. Der andere, meist kaliberstärkere, Ast ist die Arteria carotis interna (innere Halsschlagader), die das Gehirn versorgt. Die Arteria carotis externa liegt im Regelfall vor (ventral) der Arteria carotis interna. Beim Menschen verläuft sie zwischen dem Musculus stylopharyngeus, dem Musculus stylohyoideus und dem hinteren Anteil des Musculus digastricus und wird dabei vom Nervus hypoglossus über- und vom Nervus glossopharyngeus unterkreuzt. Im Kieferwinkel teilt sie sich in ihre Endäste auf, die Arteria maxillaris und die Arteria temporalis superficialis.

### Hauptäste der Arteria carotis externa
- Arteria thyroidea superior
- Arteria lingualis
- Arteria facialis
- Arteria pharyngea ascendens
- Ramus sternocleidomastoideus
- Arteria occipitalis
- Arteria auricularis posterior
- Arteria temporalis superficialis
- Arteria maxillaris

Eselsbrücke: Theo Lingen fabriziert phantastisch starke Ochsenschwanzsuppe aus toten Mäusen

## Vergleichende Anatomie
Bei einigen Säugetieren (Wiederkäuer, Schwein) bildet sich der außerhalb der Schädelhöhle liegende Abschnitt der Arteria carotis interna nach der Geburt wieder zurück, so dass die Arteria carotis externa bei diesen auch den Großteil der Versorgung des Gehirns übernimmt.